# Ranoidea aruensis
Ranoidea aruensis là một loài ếch thuộc họ Pelodryadidae.
Đây là loài đặc hữu của Indonesia.
Môi trường sống tự nhiên của chúng là rừng ẩm vùng đất thấp nhiệt đới hoặc cận nhiệt đới và đầm nước nhiệt đới hoặc cận nhiệt đới. Loài này đang bị đe dọa do môi trường sống bị hủy hoại.